# Velliza (kommunhuvudort)
Velliza är en kommunhuvudort i Spanien.   Den ligger i provinsen Provincia de Valladolid och regionen Kastilien och Leon, i den centrala delen av landet, 170 km nordväst om huvudstaden Madrid. Velliza ligger 778 meter över havet och antalet invånare är 139.
Terrängen runt Velliza är huvudsakligen platt, men österut är den kuperad. Runt Velliza är det tätbefolkat, med 383 invånare per kvadratkilometer. Närmaste större samhälle är Laguna de Duero, 18,5 km öster om Velliza. Trakten runt Velliza består till största delen av jordbruksmark.